# Troxochrus
Troxochrus Simon, 1884 è un genere di ragni appartenente alla famiglia Linyphiidae.

## Distribuzione
Delle cinque specie oggi attribuite a questo genere ben quattro sono state reperite in varie località della regione paleartica; la sola T. laevithorax è stata rinvenuta in Angola.

## Tassonomia
Non è sinonimo anteriore di Erigonella Dahl, 1901, a seguito di un lavoro dell'aracnologo Denis del 1948.
A giugno 2012, si compone di cinque specie:
- Troxochrus apertus Tanasevitch, 2011 — Grecia, Turchia
- Troxochrus cirrifrons (O. P.-Cambridge, 1871) — Europa
- Troxochrus laevithorax Miller, 1970 — Angola
- Troxochrus rugulosus (Westring, 1851) — Svezia
- Troxochrus scabriculus (Westring, 1851)[3] — Regione paleartica

### Specie trasferite
- Troxochrus groenlandicus (Strand, 1905); trasferita al genere Erigonella Dahl, 1901.
- Troxochrus hiemalis (Blackwall, 1841); trasferita al genere Erigonella Dahl, 1901.
- Troxochrus ignobilis (O. P.-Cambridge, 1871); trasferita al genere Erigonella Dahl, 1901.
- Troxochrus nasutus Schenkel, 1925; trasferita al genere Nusoncus Wunderlich, 2008.
- Troxochrus nitidus Holm, 1964; trasferita al genere Ceratinopsis Emerton, 1882.
- Troxochrus pastoralis (O. P.-Cambridge, 1872); trasferita al genere Alioranus Simon, 1926.
- Troxochrus sulcatus Simon, 1926; trasferita al genere Thyreosthenius Simon, 1884.